# Alberto Barcel
Alberto Barcel (1907-1975) fue un actor de cine y teatro argentino, con extensa trayectoria profesional en su país.

## Carrera profesional
Se inició en el teatro en la obra Un guapo del 900 de Samuel Eichelbaum, protagonizada por Francisco Petrone y Milagros de la Vega. Más adelante trabajó en la compañía de Enrique de Rosas.
En cine actuó en papeles de reparto en numerosas películas, muchas de ellas de género policial, fue coprotagonista en Los torturados (1956) donde interpretó el rol de jefe de la temida Sección Especial, la repartición policial en la que se perseguía y torturaba a opositores en los dos primeros gobiernos de Juan Domingo Perón.
Fue presidente de la Asociación Argentina de Actores en el período 1956-1958.

## Filmografía como actor[3][1][2]
- Bicho raro (1965)
- Pajarito Gómez -una vida feliz- (1965)
- El encuentro (1964)
- Así o de otra manera (1964)
- Los evadidos (1964) …Médico
- Circe (1964)
- Mujeres perdidas (1964) …Asesino
- La fin del mundo (1963)
- Pelota de cuero (Historia de una pasión) (1963)
- Cuando calienta el sol (1963)
- Los viciosos (1962) …Médico
- Misión 52 (inédita) (1962)
- La Flor de Irupé (1962) …Don Lucas
- Dr. Cándido Pérez, Señoras (1962)
- Hombre de la esquina rosada (1962) …Comisario
- Setenta veces siete (1962)
- Detrás de la mentira (1962) …Don Juan
- Alias Gardelito (1961)
- India (1960) …Moraca
- Hombres salvajes (1960)
- Luna Park (1960)
- Obras maestras del terror (1960) …Inspector (episodio El corazón delator)
- Sabaleros (1959)
- Socios para la aventura (1958)
- Detrás de un largo muro (1958) …Comisario
- La casa del ángel (1957)
- Cinco gallinas y el cielo (1957)
- La despedida (1957)
- El tango en París (1956)
- Graciela (1956)
- Alejandra (1956)
- Cubitos de hielo (1956)
- El protegido (1956)
- La pícara soñadora (1956)
- Los torturados (1956) …Jefe Sección Especial
- La dama del millón (1956)
- Más allá del olvido (1955) …Conserje
- La Tierra del Fuego se apaga (1955)
- Marianela (1955)
- El barro humano (1955) …Médico forense
- Los hermanos corsos (1955)
- Un hombre cualquiera (1954)
- La cueva de Alí Babá (1954) …Petrini
- Horas marcadas (1954)
- Guacho (1954)
- María Magdalena (1954)
- El abuelo (1954)
- Mercado negro (1953)
- Dock Sud (1953)
- El vampiro negro (1953) …Abogado defensor
- La niña del gato (1953) …Sacerdote
- La Parda Flora (1952)
- Deshonra (1952) …Médico
- Yo soy el criminal (1951) …Inspector Saldívar
- Me casé con una estrella (1951)
- Fantasmas asustados (1951) …Bruno
- Toscanito y los detectives (1950)…Autor
- La vendedora de fantasías (1950) …Jefe de policía
- Marihuana (1950) …Dr. Piñeyro
- Romance en tres noches (1950)
- Hombres a precio (1949)
- Danza del fuego (1949)
- Un tropezón cualquiera da en la vida (1949) …Gerente
- Almafuerte (1949)
- ¿Por qué mintió la cigüeña?  (1949)
- La muerte camina en la lluvia (1948) …Policía
- Pasaporte a Río (1948)… Inspector de aduanas